# Grammia michabo
Grammia michabo är en fjärilsart som beskrevs av Augustus Radcliffe Grote 1875. Grammia michabo ingår i släktet Grammia och familjen björnspinnare. Inga underarter finns listade i Catalogue of Life.